# Anthony Forwood
Ernest Lytton Leslie Forwood (3 de outubro de 1915 – 18 de maio de 1988), conhecido profissionalmente como Anthony Forwood, foi um ator inglês.

## Juventude
Ernest Lytton Leslie Forwood nasceu em 3 de outubro de 1915 em Weymouth, Dorset, Inglaterra. A família Forwood era uma pequena nobreza; O bisavô de Forwood, Thomas Friend Brittain Peploe Forwood, residia em Thornton Manor em Cheshire e foi o antepassado do Baronete de Forwood. Os tios-avôs de Forwood eram comerciantes, armadores e políticos ingleses Sir Arthur Forwood, 1º Baronete e Sir William Bower Forwood; seu pai era Leslie Langton Forwood, capitão da Marinha Real.

## Carreira
Depois de anos de teatro, incluindo a revista This World of Ours em 1935; Forwood ganhou seu primeiro papel como ator no cinema em 1949, quando estrelou Traveller's Joy, de Ralph Thomas. Nesse mesmo ano ele apareceu no thriller The Man in Black com Sid James.
Em 1952, ele recebeu vários papéis, incluindo Appointment in London com Dirk Bogarde; ele eventualmente se tornou seu parceiro e gerente de longa data. Ralph Thomas, que dirigiu Forwood em seu primeiro papel no cinema, dirigiu Bogarde em Doctor in the House e várias de suas sequências.
Forwood apareceu com Boris Karloff no mistério Coronel March Investigates e interpretou Will Scarlet em The Story of Robin Hood and His Merrie Men (1952). Um ano depois, ele atuou no filme indicado ao Óscar Os Cavaleiros da Távola Redonda, um filme estrelado por atores de destaque como Robert Taylor, Ava Gardner e Stanley Baker, e em Mantrap (1953), de Terence Fisher. Seu último papel ocorreu em 1956, em Coronel March da Scotland Yard.

## Vida pessoal
Em 1942, Forwood casou-se com a atriz Glynis Johns, mas eles se divorciaram em 1948. Seu único filho foi o ator Gareth Forwood (1945–2007).
Anthony Forwood mais tarde viveu com seu parceiro de longa data, o ator Dirk Bogarde (1921–1999), em Amersham, Inglaterra, e depois na França até pouco antes de sua morte em Londres em 1988.

## Morte
Em 1987, Forwood estava morrendo de câncer de fígado e doença de Parkinson. Nessa época Bogarde, um fumante inveterado, teve um derrame leve. Em 18 de maio de 1988, Forwood morreu aos 72 anos em Kensington e Chelsea, Londres. Seu corpo foi cremado.

## Filmografia
| Ano  | Título                                     | Personagem           | Notas                    |
| ---- | ------------------------------------------ | -------------------- | ------------------------ |
| 1949 | Meet Simon Cherry                          | Alan Colville        |                          |
| 1949 | The Man in Black                           | Victor Harrington    |                          |
| 1950 | Traveller's Joy                            | Nick Rafferty        |                          |
| 1951 | Captain Horatio Hornblower                 | Tenente Woodford     | Sem créditos             |
| 1951 | The Black Widow                            | Paul Kenton          |                          |
| 1952 | The Story of Robin Hood and His Merrie Men | Will Scarlet         |                          |
| 1952 | The Gambler and the Lady                   | Lorde Peter Willens  |                          |
| 1953 | Appointment in London                      | Oficial de navegação |                          |
| 1953 | Mantrap                                    | Rex                  |                          |
| 1953 | Os Cavaleiros da Távola Redonda            | Gareth               |                          |
| 1954 | Five Days                                  | Peter Glanville      |                          |
| 1975 | Permission to Kill                         | Inglês               | (último papel no cinema) |